# Ulrich Salchow
Karl Emil Julius Ulrich Salchow (Copenhague, Dinamarca, 7 de agosto de 1877 – Estocolmo, 19 de abril de 1949) foi um patinador artístico sueco, campeão olímpico no individual masculino da patinação artística em Londres 1908.

## Carreira
Salchow venceu o Campeonato Mundial de Patinação Artística dez vezes, de 1901 a 1905 e de 1907 a 1911. Este ainda é um recorde, que ele compartilha com Sonja Henie, que também ganhou 10 títulos nas décadas de 1920 e 1930, e com Irina Rodnina, que ganhou 10 títulos nas décadas de 1960 e 1970.2 Salchow não competiu no Campeonato Mundial de 1906 que foi realizado em Munique, pois temia que ele não fosse julgado de forma justa contra Gilbert Fuchs, da Alemanha. Quando a patinação artística foi disputada pela primeira vez nos Jogos Olímpicos de Verão de Londres (1908), Salchow também ganhou o título com facilidade, tornando-se um dos mais antigos campeões olímpicos de patinação artística. Além disso, Salchow ganhou o Campeonato Europeu um recorde nove vezes (1898-1900, 1904, 1906-1907, 1909-1910, 1913) e ficou em segundo lugar no Campeonato Mundial três vezes.
Em 1909, Ulrich Salchow conseguiu pela primeira vez um salto em competição no qual ele decolou na borda traseira interna e pousou na borda externa traseira de seu outro pé. Este salto é agora conhecido como o salto Salchow em sua homenagem.
Após seus dias competitivos, Salchow permaneceu ativo no esporte, e foi presidente da União Internacional de Patinação (ISU) de 1925 a 1937.  Além disso, ele foi o presidente do AIK em Estocolmo entre 1928 e 1939 - o principal clube sueco em futebol, hóquei no gelo, bandy, tênis e outros esportes.
Ulrich Salchow era casado com a dentista Dra. Anne-Elisabeth Salchow.
Salchow morreu em Estocolmo aos 71 anos e foi enterrado lá em Norra begravningsplatsen.

## Principais resultados
| Resultados                                            | Resultados      | Resultados      | Resultados       | Resultados      | Resultados       | Resultados       | Resultados        | Resultados      | Resultados      | Resultados      | Resultados      | Resultados      | Resultados      | Resultados      | Resultados      | Resultados      | Resultados      | Resultados      | Resultados    | Resultados    | Resultados    |
| Internacional                                         | Internacional   | Internacional   | Internacional    | Internacional   | Internacional    | Internacional    | Internacional     | Internacional   | Internacional   | Internacional   | Internacional   | Internacional   | Internacional   | Internacional   | Internacional   | Internacional   | Internacional   | Internacional   | Internacional | Internacional | Internacional |
| Evento/Temporada                                      | 1894– 1895      | 1895– 1896      | 1896– 1897       | 1897– 1898      | 1898– 1899       | 1899– 1900       | 1900– 1901        | 1901– 1902      | 1902– 1903      | 1903– 1904      | 1904– 1905      | 1905– 1906      | 1906– 1907      | 1907– 1908      | 1908– 1909      | 1909– 1910      | 1910– 1911      |                 | 1912– 1913    |               | 1919– 1920    |
| ----------------------------------------------------- | --------------- | --------------- | ---------------- | --------------- | ---------------- | ---------------- | ----------------- | --------------- | --------------- | --------------- | --------------- | --------------- | --------------- | --------------- | --------------- | --------------- | --------------- | --------------- | ------------- | ------------- | ------------- |
| Jogos Olímpicos                                       |                 |                 |                  |                 |                  |                  |                   |                 |                 |                 |                 |                 |                 | Medalha de ouro |                 |                 |                 |                 | 4.º           |               |               |
| Campeonato Mundial                                    |                 |                 | Medalha de prata |                 | Medalha de prata | Medalha de prata | Medalha de ouro   | Medalha de ouro | Medalha de ouro | Medalha de ouro | Medalha de ouro |                 | Medalha de ouro | Medalha de ouro | Medalha de ouro | Medalha de ouro | Medalha de ouro |                 |               |               |               |
| Campeonato Europeu                                    |                 |                 |                  | Medalha de ouro | Medalha de ouro  | Medalha de ouro  | Medalha de bronze |                 |                 | Medalha de ouro |                 | Medalha de ouro | Medalha de ouro |                 | Medalha de ouro | Medalha de ouro |                 | Medalha de ouro |               |               |               |
| Nacional                                              |                 |                 |                  |                 |                  |                  |                   |                 |                 |                 |                 |                 |                 |                 |                 |                 |                 |                 |               |               |               |
| Campeonato Sueco                                      | Medalha de ouro | Medalha de ouro | Medalha de ouro  |                 |                  |                  |                   |                 |                 |                 |                 |                 |                 |                 |                 |                 |                 |                 |               |               |               |
|                                                       |                 |                 |                  |                 |                  |                  |                   |                 |                 |                 |                 |                 |                 |                 |                 |                 |                 |                 |               |               |               |
| Legenda: Competição não foi disputada nesta temporada |                 |                 |                  |                 |                  |                  |                   |                 |                 |                 |                 |                 |                 |                 |                 |                 |                 |                 |               |               |               |